# Luigi Masi
Luigi Masi (São Paulo, 29 de maio de 1990) é um cantor brasileiro radicado em Londres, na  Inglaterra.
Seu primeiro single Strobelight, produzido e escrito por Jim Beanz, foi lançado em 20 de outubro de 2008. Seu segundo single, Armed with Love, foi lançado em 25 de maio de 2009. Seu álbum de estreia, intitulado Save His Shoes, foi lançado digitalmente uma semana depois, em 1 de junho de 2009.Radar foi lançado em fevereiro de 2010.

## Discografia

### Álbuns
- Save His Shoes – 1 de junho de 2009
- On Your Radar - 4 de dezembro de 2009
- Got It On Lock - 2013
- Famous - 2014

### Singles
| Single            | Released              | Country | Chart Peak                     |
| ----------------- | --------------------- | ------- | ------------------------------ |
| "Strobelight"     | 20 de Outubro de 2008 | RU      | #6 (Music Week Pop Club Chart) |
| "Armed With Love" | 25 de Maio de 2009    | RU      | #7 (Music Week Pop Club Chart) |
| "Radar"           | 1 de Março de 2010    | RU      | #7 (Music Week Pop Club Chart) |

### Vídeos Musicais
| Year | Title             | Director           |
| ---- | ----------------- | ------------------ |
| 2008 | "Strobelight"     | Emil Nava          |
| 2009 | "Armed With Love" | Philip Clyde-Smith |

## Turnês
- Change Tour (2008)
- Tangled Up Tour (2008)